# لغات كندا
تُستخدم العديد من اللغات في كندا. ووفقًا لتعداد عام 2011م، فإن الإنجليزية والفرنسية هما اللغتان الأم بنسبة 86.5% و 13,5% لدى الشعب الكندي على التوالي. غير أنه مع الانحدار المستمر في استخدام اللغة الفرنسية من قِبل الكنديين والمهاجرين الجُدد، فإن نفس التعداد رسم صورة قاتمة لبقاء الفرنسية كلغة ثانية للدولة. فإن ما يزيد عن 88.9
% من الكنديين لديهم معرفة عملية بالإنجليزية، بينما 30.1% منهم فقط لديهم معرفة عملية بالفرنسية. ويرجع ذلك جزئياً إلى أن العديد من الكنديين الناطقين بالفرنسية يتعلمون اللغة الإنجليزية، ويختار الكثير من المهاجرين تعلم اللغة الإنجليزية كلغة ثانية بدلاً من الفرنسية. وبذلك أدى الانحدار المستمر في استخدام اللغة الفرنسية إلى إصدار قانون اللغات الرسمية عام 1969م، الذي ازداد الجدل حوله بشدة. وقد تم تقديم هذا القانون لفرض استخدام اللغة الفرنسية في محاولة للحفاظ على ثقافة الكنديين الفرنسيين الذين لعبوا دورًا هاماً في التراث الكندي. وبموجب الدستور الكندي، فإن الحكومة الاتحادية اتخذت اللغتين الإنجليزية والفرنسية كلغتين رسميتين لها فيما يتعلق بجميع الخدمات الحكومية، بما في ذلك المحاكم، وسُنّت جميع القوانين الاتحادية باللغتين. نيو برونزويك هي المقاطعة الكندية الوحيدة التي اتخذت اللغتين الإنجليزية والفرنسية كلغتين رسميتين لها بالقدر نفسه، بترسيخ دستوري. اللغة الرسمية في كيبك هي الفرنسية، على الرغم من أنه في تلك المقاطعة يتطلب الدستور أن تُسن جميع التشريعات باللغتين الفرنسية والإنجليزية، ويمكن أن تجرى إجراءات المحكمة بأي لغة منهما. وتُطبّق نفس إجراءات الحماية الدستورية في مقاطعة مانيتوبا.

## التوزيع الجغرافي
يُفصِّل الجدول التالي عدد سكان كل مقاطعة وإقليم، مع المجاميع الوطنية الموجَزة، حسب اللغة الأم كما ورد في تعداد كندا لعام 2016م.
| المقاطعة/الإقليم          | مجموع السكان | الإنكليزية | %      | الفرنسية  | %      | لغات أخرى | %      | اللغة الرسمية (اللغات)            |
| ------------------------- | ------------ | ---------- | ------ | --------- | ------ | --------- | ------ | --------------------------------- |
| اونتاريو                  | 13,312,870   | 9,255,660  | 69.52% | 568,345   | 4.27%  | 3,865,780 | 29.04% | اللغة الإنجليزية                  |
| كيبيك                     | 8,066,555    | 718,985    | 8.91%  | 6,377,080 | 79.06% | 1,173,345 | 14.54% | الفرنسية                          |
| كولومبيا البريطانية       | 4,598,415    | 3,271,425  | 71.14% | 71,705    | 1.56%  | 1,360,815 | 29.59% | اللغة الإنجليزية (في الواقع)      |
| البرتا                    | 4,026,650    | 3,080,875  | 76.51% | 86,705    | 2.15%  | 952,785   | 23.66% | الإنكليزية                        |
| مانيتوبا                  | 1,261,615    | 931,410    | 73.83% | 46,055    | 3.65%  | 316,120   | 25.06% | الإنكليزية                        |
| ساسكاتشوان                | 1,083,240    | 910,865    | 84.09% | 17,735    | 1.64%  | 173,475   | 16.01% | الإنكليزية                        |
| نوفا سكوتيا               | 912,300      | 838,055    | 91.86% | 33,345    | 3.66%  | 49,165    | 5.39%  | اللغة الإنجليزية (في الواقع)      |
| نيو برونزويك              | 736,280      | 481,690    | 65.42% | 238,865   | 32.44% | 25,165    | 3.42%  | الإنجليزية، الفرنسية              |
| نيوفاوندلاند ولابرادور    | 515,680      | 501,350    | 97.22% | 3,020     | 0.59%  | 13,035    | 2.53%  | اللغة الإنجليزية (في الواقع)      |
| جزيرة الأمير إدوارد       | 141,020      | 128,975    | 91.46% | 5,395     | 3.83%  | 7,670     | 5.44%  | اللغة الإنجليزية (في الواقع)      |
| الأقاليم الشمالية الغربية | 41,380       | 32,545     | 78.65% | 1,365     | 3.30%  | 8,295     | 20.05% | الإنجليزية، الفرنسية              |
| يوكون                     | 35,555       | 29,765     | 83.72% | 1,815     | 5.10%  | 4,665     | 13.12% | الإنجليزية، الفرنسية              |
| نونافوت                   | 35,695       | 11,745     | 32.90% | 640       | 1.79%  | 24,050    | 67.38% | لغة الإنويت، الإنجليزية، الفرنسية |
| كندا                      | 34,767,255   | 20,193,340 | 58.08% | 7,452,075 | 21.43% | 7,974,375 | 22.94% | الإنجليزية، الفرنسية              |

المصدر: إحصاءات كندا، تعداد السكان لعام 2011 م حسب اللغة التي يُتحدث بها في معظم الأحيان وبشكل منتظم في المنزل، والفئات العمرية (المجموع)، بالنسبة لكندا، والمقاطعات والأقاليم. (تعكس الأرقام ردوداً منفردة).[بحاجة لمصدر]

## اللغتان الرسميتان

### 2006م

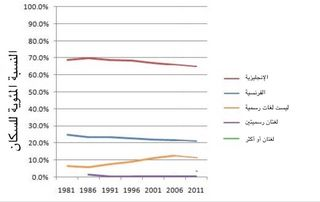
النسبة المئوية لسكان كندا حسب الذين يتكلمون اللغات الرسمية

وقد انخفضت النسبة المئوية للسكان الذين يتكلمون الإنجليزية أو الفرنسية أو اللغتين في الغالب منذ عام 1986م؛ وكان الانخفاض أكبر بالنسبة للفرنسية. وقد ازدادت نسبة السكان الذين لا يتكلمون الإنجليزية ولا الفرنسية في كندا. ومن الناحية الجغرافية، لا يزال هذا الاتجاه ثابتاً، حيث انخفض استخدام الإنجليزية والفرنسية في كل من المناطق الناطقة باللغتين الإنجليزية والفرنسية في البلد، ولكن الفرنسية انخفضت بسرعة أكبر داخل وخارج إقليم كيبيك. ويبين الجدول أدناه النسبة المئوية لمجموع السكان الكنديين الذين يتكلمون اللغات الرسمية لكندا في معظم الأحيان في منازلهم من عام 1971م إلى عام 2006م. لاحظ أن هناك فروق بين «اللغة الأكثر تحدثاً في المنزل» و «اللغة-الأم» و «اللغة الرسمية الأولى»: يتم جمع البيانات لجميع الثلاثة، والتي توفر معاً صورة أكثر تفصيلاً واكتمالاً لاستخدام اللغة في كندا.

## المصدر
languages of canada

## كتابات أخرى
- Boberg، Charles (2010). The English Language in Canada: Status, History and Comparative Analysis. Cambridge University Press. ISBN:978-0-511-78981-6. مؤرشف من الأصل في 2020-01-02.
- Edwards، John R (1998). Language in Canada. Cambridge University Press. ISBN:0-521-56328-3. مؤرشف من الأصل في 2012-10-19.
- Kosel، Jochen (2009)، The Language Situation in Canada with Special Regard to Quebec، RWTH Aachen University، ISBN:978-3-640-65926-5، مؤرشف من الأصل في 2017-10-11
- Geological Survey of Canada؛ William Fraser Tolmie؛ George Mercer Dawson (1884). Comparative vocabularies of the Indian tribes of British Columbia: with a map illustrating distribution. Dawson Bros. مؤرشف من الأصل في 2016-12-24. اطلع عليه بتاريخ 2012-08-25.

## وصلات خارجية
- Ethnologue report for Canada
- The Atlas of Canada - Mother tongue English
- The Atlas of Canada - Mother tongue French
- The Atlas of Canada - English-French Bilingualism
- 2001 Census: Aboriginal data
- Linguistic maps of Canada with 50 indigenous languages
- Language Portal of Canada نسخة محفوظة 18 أكتوبر 2013 على موقع واي باك مشين.